# Manifeste d'Ostende
Pour les articles homonymes, voir Ostende (homonymie).

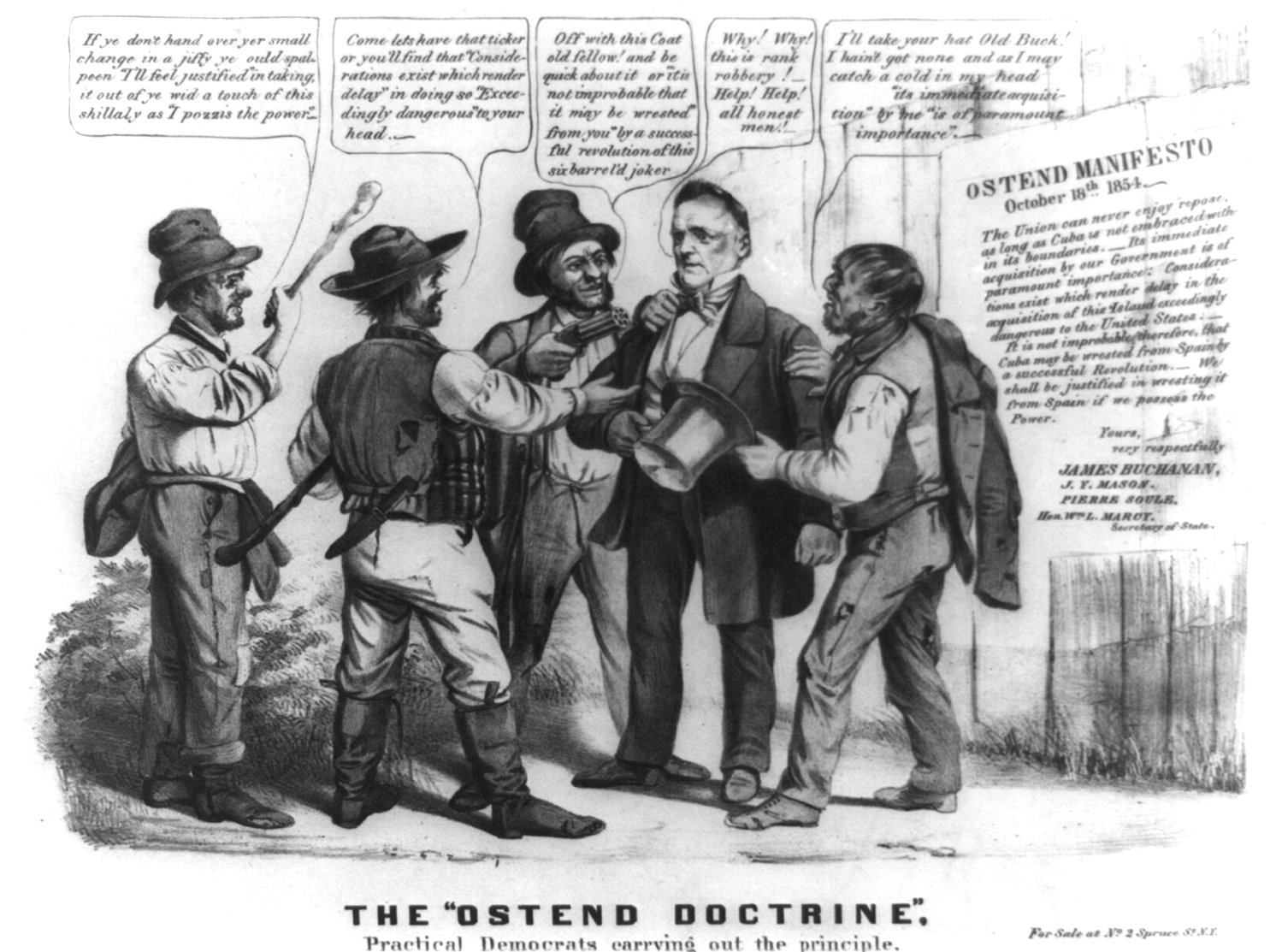
Dessin humoristique américain (1856).

Le manifeste d'Ostende est un document secret rédigé en 1854 par des diplomates américains à Ostende, en Belgique et signé à Aix-la-Chapelle, en Prusse. Il décrit un plan pour s'emparer de Cuba, alors sous domination espagnole. Le document déclare que « Cuba est aussi nécessaire à la république nord-américaine que n'importe lequel de ses membres actuels, et qu'elle appartient naturellement à la grande famille d'États dont l'Union est le berceau providentiel ».
Sur les ordres du Secrétaire d'État américain William L. Marcy, trois diplomates des États-Unis (l'ambassadeur en Grande-Bretagne James Buchanan, l'ambassadeur en France John Y. Mason et l'ambassadeur en Espagne Pierre Soulé) ont conçu un plan pour acheter Cuba pour la somme de 120 millions de dollars (
3415 millions actuels), pour le compte des États-Unis. Par la suite, si l'Espagne refusait l'offre, le manifeste suggérait que l'Amérique serait en droit de s'emparer de Cuba. Le document fut envoyé au Département d'État des États-Unis mais l'information fut révélée, et le document fut bientôt rendu public.
L'agressivité du texte et les positions de Soulé en faveur de l'esclavage soulevèrent l'opinion des Nordistes qui y virent une tentative du Sud d'étendre l'esclavage. Les membres du Parti du sol libre, récemment mis à mal par le Fugitive Slave Act, protestèrent contre le manifeste, et le gouvernement renonça à s'emparer de Cuba.

## Les précédents, l'affaire duBlack Warrior
L'annexion de Cuba aux États-Unis fut envisagée par plusieurs gouvernements auparavant ; en particulier, les présidents Thomas Jefferson et John Quincy Adams ont montré un grand intérêt dans l'annexion de Cuba. En tant que secrétaire d'État, Adams a déclaré que « ces îles [Cuba et Porto Rico], de par leur position d'appendices du continent nord-américain, et l'une d'entre elles (Cuba) presque en vue de nos côtes sont devenues un objectif primordial pour les intérêts commerciaux et politiques de notre Union. » L'acquisition de Cuba servirait aussi à isoler un peu plus les intérêts ses puissances européennes en Amérique et à protéger les intérêts militaires et économiques de l'Union.
Cuba revêtait une importance particulière pour les démocrates du Sud, car son acquisition aurait renforcé leur économie basée sur l'esclavage, qui était menacée par les prétentions abolitionnistes du Nord.
En mars 1854, le vapeur Black Warrior fit escale dans le port de La Havane pendant un itinéraire commercial régulier entre New York et Mobile en Alabama. Des officiers cubains s'emparèrent du bateau, de son équipage et de sa cargaison. L'incident, appelé affaire du Black Warrior, fut considérée par le Congrès comme une violation des droits américains par les Espagnols. Le président Franklin Pierce chargea William L. Marcy de régler l'affaire, au beau milieu de la controverse soulevée par l'Acte Kansas-Nebraska.

## Le rôle de Pierre Soulé
L'ambassadeur des États-Unis en Espagne, Pierre Soulé, a joué un rôle prépondérant dans la rédaction du manifeste. Soulé était un ancien sénateur de la Louisiane et avait une influence grandissante au sein du mouvement Young Americans (jeunes Américains), qui militait en faveur d'une influence accrue des États-Unis sur les Caraïbes et l'Amérique centrale. Il était très favorable à l'expansion de l'influence sudiste hors des États de l'Union, et croyait fermement à la Destinée manifeste ainsi qu'à une future absorption du continent entier et de ses dépendances insulaires. Il était aussi un fervent défenseur de l'expansionnisme américain sur l'Amérique centrale et à un itinéraire vers le Pacifique dominé par l'influence sudiste, malgré l'opposition des colons britanniques de la région. Le caractère brutal de Soulé lui a valu de nombreux ennemis en Grande Bretagne et a contribué à la tension des relations entre l'Espagne et les États-Unis durant cette période.

## La résistance à l'esclavagisme
Quand la nouvelle de la signature du manifeste s'est répandue, une grande partie de l'opinion publique du Nord protesta. À l'époque du « Kansas sanglant », les partisans du Sol libre et les abolitionnistes avaient une grande influence dans le Nord et le document fut considéré comme une tentative du « Slave Power » (le pouvoir esclavagiste) du Sud de répandre l'esclavage. L'administration Pierce fut aussi critiquée pour avoir apporté son soutien au document. Pierce était très favorable à la cause du Sud, et Soulé était un partisan ouvert de l'esclavage. 
En Europe, le manifeste fut considéré comme une menace envers l'Espagne et l'impérialisme européen. Il fut vivement rejeté par Madrid, Londres et Paris et, pour préserver les relations favorables qui restaient, William Marcy fut contraint de s'opposer au manifeste. L'opposition à l'expansionnisme, en particulier sous influence sudiste, a aussi forcé Pierce à adopter une position critique vis-à-vis du manifeste.